# Mesocletodes makarovi
Mesocletodes makarovi är en kräftdjursart som beskrevs av Smirnov 1946. Mesocletodes makarovi ingår i släktet Mesocletodes och familjen Argestidae. Inga underarter finns listade i Catalogue of Life.